# Mesosemia walteri
Espèce
Mesosemia walteri est une espèce d'insectes lépidoptères (papillons) appartenant à la famille des Riodinidae et au genre Mesosemia.

## Dénomination
Mesosemia walteri a été décrit par Christian Brévignon en 1998.

## Écologie et distribution
Mesosemia walteri n'est présent qu'en Guyane.